# 1952 Hesburgh
1952 Hesburgh è un asteroide della fascia principale del diametro medio di circa 35,55 km. Scoperto nel 1951, presenta un'orbita caratterizzata da un semiasse maggiore pari a 3,1114984 UA e da un'eccentricità di 0,1416467, inclinata di 14,25521° rispetto all'eclittica.
L'asteroide è dedicato all'astronomo e reverendo statunitense Theodore Martin Hesburgh.